# Сноу, Хэнк
Кларенс Юджин Сноу (англ. Clarence Eugene Snow), более известный под творческим псевдонимом Хэнк Сноу (англ. Hank Snow) — канадский и американский автор-исполнитель, певец и гитарист, пионер жанров кантри и вестерн в Канаде. За карьеру выпустил около 140 альбомов, автор 7 песен, возглавлявших чарт Billboard в жанре кантри. Член ряда музыкальных залов славы, включая Зал славы канадской музыки, Зал славы кантри (США) и Канадский зал славы авторов песен.

## Биография
Родился в 1914 году в Новой Шотландии в семье работника лесопилки Джорджа Сноу и Мари Сноу (урожденной Бутлир). Отношения родителей со временем разладились, и восьмилетним Кларенсом и другими детьми от этого брака занялись социальные службы; две его сестры попали в приёмные семьи, а сам он был передан на попечение бабушке со стороны матери, которую ненавидел за жестокие методы воспитания и от которой часто сбегал к матери. В 1925 году по решению суда Кларенса вернули матери, которая вскоре после этого вторично вышла замуж за рыбака Чарльза Таннера. Отчим сильно пил и избивал приемного сына, который в итоге уже в 12 лет сбежал из дома и нанялся юнгой на рыболовную шхуну. Рыбачил до 1930 года, бросив эту профессию после бури, унесшей жизни более чем 130 моряков из Новой Шотландии. После этого несколько лет вел полубродяжеский образ жизни, ночуя у разных родственников и работая то портовым грузчиком, то лесорубом, то ловцом омаров, то коммивояжером.
Матери Сноу был обязан первыми навыками игры на гитаре; в годы работы рыбаком он часто развлекал команду пением и игрой на губной гармошке, а в 16 лет, услышав граммофонную запись Джимми Роджерса, купил гитару и начал самостоятельно подбирать аккорды и риффы, подражая стилю Роджерса. В это время Сноу подражал также вокалу Роджерса, создателя стиля блюзового йодля, и продолжал использовать йодль в своих песнях, пока у него не огрубел голос.
В 1933 году успешно прошел прослушивание на радиостанции CHNS в Галифаксе и получил на ней собственную передачу («Кларенс Шоу и его гитара»). Первоначально работа на радио была неоплачиваемой, и только в 1935 году, с ростом популярности, программа Шоу обрела спонсора. Даже после этого Сноу некоторое время вынужден был перебиваться случайными заработками и лишь в 1936 году нашел регулярно оплачиваемую работу на радиостанции Canadian Farm Hour, где выступал как Йоделирующий Рейнджер Хэнк (англ. Hank the Yodeling Ranger), поскольку на радиостанции его убедили, что имя Хэнк больше подходит для певца кантри. В том же году он женился на Минни Аалдерс, работнице шоколадной фабрики; в этом браке родился единственный сын, которому Сноу дал имя Джимми в честь своего кумира Роджерса.
В 1936 году вышла также первая пластинка Сноу. Это стало результатом прослушивания на студии фирмы RCA Victor в Монреале, где певцу сказали, что студия заинтересована только в исполнителях оригинальных произведений. Сноу, по собственным воспоминаниям, не задумываясь заявил, что у него есть две готовые хорошие песни, и, вернувшись в гостиничный номер, немедленно их сочинил. Эти две песни, «Lonesome Blue Yodel» и «The Prisoned Cowboy», и были на следующий день записаны им на студии и вышли на лейбле Bluebird (дочерний лейбл RCA).
Уже первые собственные песни Сноу стали в Канаде хитами, и в следующие 10 лет он написал почти 90 композиций, которые исполнялись только в этой стране. Среди наиболее популярных песен этого периода были «The Blue Velvet Band», «Galveston Rose», «My Blue River Rose» и «I’ll Not Forget My Mother’s Prayers». В конце 1930-х и первой половине 1940-х певец часто гастролировал по Восточной Канаде, выступая в перерывах между сеансами в кинотеатрах и давая уроки игры на гитаре. С ним часто выступал ансамбль под названием Rainbow Ranch Boys, на некоторых записях с ним также пела американская исполнительница Анита Картер.
В начале 1940-х годов Сноу получил постоянную программу на радио CBC, с 1942 года выступал также на радиостанции CKNB в Кэмпбелтоне (Нью-Брансуик), вещавшей среди прочего на приграничные районы США. Это позволило исполнителю обзавестись первыми поклонниками к югу от границы. В 1944 году он впервые дал несколько выступлений в Филадельфии. В США с ним познакомился исполнитель кантри Биг Слим Алифф, на следующий год устроивший канадцу постоянную работу в программе Wheeling Jamboree, выходившей на радиостанции WWVA в Западной Виргинии. Алифф, бывший ковбой, также обучил Сноу некоторым трюкам, выполняемым стоя на спине лошади, и в дальнейшем тот часто использовал их в своих концертах.
В конце 1940-х годов Сноу, пытаясь начать карьеру в кино, отправился в Голливуд, но, пробыв там некоторое время и потратив 13 тысяч долларов собственных сбережений, сумел выступить на Западном побережье США только несколько раз и в 1948 году переехал в Даллас. Там местная команда диск-жокеев способствовала популярности одной из его песен, написанных в Канаде, — «Brand on My Heart», и в 1949 году исполнитель наконец получил контракт с американским отделением RCA Victor, который оставался в силе до 1981 года. Дебютный сингл Сноу в США, «Marriage Vow», имел ограниченный успех в том же году, но всего через неделю выпал из чарта.
В Далласе канадец познакомился с еще одним поклонником Джимми Роджерса Эрнестом Таббом, который, используя свои знакомства в Нашвилле, устроил его в популярную программу Grand Ole Opry. Дебют Сноу в этой программе состоялся в январе 1950 года, но поначалу певец оставил публику равнодушной. Ситуация изменилась, когда в марте вышел его сингл «I’m Movin' On», демонстрировавший все сильнейшие качества Сноу как автора и исполнителя и его сотрудничества с ансамблем Rainbow Ranch Boys. Всего за неделю Сноу стал знаменитостью. «I’m Movin' On» постоянно оставался в чартах на протяжении 44 недель, в том числе 21 неделю возглавляя хит-парад песен кантри; это оставалось рекордом чартов кантри до 2013 года. В конце того же года первой строчки в чарте достиг еще один хит Сноу, «The Golden Rocket». С 1951 по 1955 год в первой десятке чартов побывали 24 песни Сноу, в том числе сингл «I Don’t Hurt Anymore», который в 1954 году провёл 20 недель на первой строчке. В 1954 году, как и в 1950-м, у Сноу было два хита № 1 — кроме «I Don’t Hurt Anymore», первой позиции достигла песня «Let Me Go, Lover».
С 1955 года, помимо синглов, компания RCA Victor выпускала на лейбле Camden также альбомы Сноу, число которых к концу сотрудничества превысило 45. В их число входили несколько сборников хитов, инструментальные альбомы, записанные соло или в дуэте с Четом Аткинсом, и совместная запись с Вилли Нельсоном Brand on My Heart (1985). В конце 1950-х годов он стал одним из первых авторов, записывавших концептуальные альбомы, в которых все композиции объединены общей темой или стилем. В числе таких альбомов были Old Doc Brown (1955) — сборник разговорных блюзов и речитативов; When Tragedy Struck (1958) — сентиментальные стандарты; и трибьюты Джимми Роджерсу. Одним из гастрольных агентов Сноу был полковник Том Паркер, открывший молодого Элвиса Пресли. Сноу теперь уже сам использовал свои связи, чтобы обеспечить Пресли выступление в Grand Ole Opry, но там его не оценили. Сноу еще некоторое время продолжал попытки увлечь Пресли жанром кантри, прежде чем Паркер добился безраздельного влияния на молодое дарование. Сам Сноу на этом этапе карьеры также экспериментировал с рок-н-роллом, выпустив такие песни, как «Hula Rock» и «Rockin', Rollin' Ocean», представлявшие гибриды этого жанра с румбой и буги.
Музыка Сноу продолжала входить в топы чартов кантри до середины 1960-х годов. С начала десятилетия наиболее успешными были песни «I’ve Been Everywhere» (1-е место, 1962), «Ninety Miles an Hour (Down a Dead End Street)» (2-е место, 1963), «Beggar to a King» (5-е место, 1961) и «Miller’s Cave» (9-е место, 1960). Из альбомов 1960-х годов самым популярным был вышедший в начале десятилетия Souvenirs, включавший новые версии нескольких прежних хитов Сноу. В эти годы он гастролировал, помимо Северной Америки, в Европе и Азии (в том числе в 1966 году совершив 18-дневную поездку во Вьетнам) и продолжал эксперименты с жанрами и стилями, выпустив несколько альбомов в жанре госпел. Однако в условиях, когда многие исполнители кантри в 1960-е годы совершили сдвиг в сторону поп-звучания и так называемый «нашвиллский звук» стал доминировать в жанре, Сноу в целом остался убежденным традиционалистом, что обернулось для него потерей популярности. В 1970-е годы он некоторое время даже возглавлял Ассоциацию исполнителей кантри (англ. Association of Country Entertainers), безуспешно боровшуюся с «нашвиллским звуком».
В 1974 году песня «Hello Love» стала последней в карьере Сноу, достигшей 1-го места в чарте. Это произошло, когда певцу было уже 60 лет, и он стал самым старым в истории музыки кантри исполнителем хита № 1. Он продолжал выступать до начала 1990-х годов, когда заболевание дыхательных путей заставило его временно прекратить карьеру, но сумел в последний раз вернуться в Grand Ole Opry в 1996 году. Всего за карьеру он выпустил около 140 альбомов, иногда до трех записей в год; 26 из их числа включались в чарты на разных этапах его карьеры. Из синглов Сноу в чартах побывали больше 85, в том числе семь на первой строчке и еще 16 — в первой пятерке. В топ-100 в общей сложности побывали 54 его сингла. В 1994 году в свет вышла автобиография Сноу. Он провел последние годы жизни в пригороде Нашвилла и умер в этом городе в декабре 1999 года.

## Хиты № 1 в чартах кантриBillboard[3]
- 1950 — «I’m Movin' On»
- 1950 — «Golden Rocket»
- 1951 — «Rhumba Boogie»
- 1954 — «I Don’t Hurt Anymore»
- 1954 — «Let Me Go, Lover»
- 1962 — «I’ve Been Everywhere»
- 1974 — «Hello Love»

## Признание
Имя Хэнка Сноу включено в списки восьми разных залов славы, включая Зал славы канадской музыки, Зал славы кантри (США) и Канадский зал славы авторов песен (в котором он посмертно стал одним из первых членов). С 1997 года в Ливерпуле (Новая Шотландия) работает Центр музыки кантри Хэнка Сноу.